# Задзеркалля Глазго
The Glasgow Looking Glass був першим популярним виданням, яке використовувало ілюстрації для розповіді історій, тому його вважають першим [./Https://en.wikipedia.org/wiki/Comics_anthology комікс-журналом.] Останній випуск вийшов 3 квітня 1826 року.  

## Видання
Видання було опубліковане літографом із Глазго Джоном Уотсоном, а ілюстрації створював [./Https://en.wikipedia.org/wiki/William_Heath_(artist) Вільям Гіт]. У четвертому випуску з'явився перший комікс під назвою «Історія пальто». Після п’ятого номера журнал перейменували на «Північне дзеркало», щоб висвітлювати більш загальні питання, актуальні для Шотландії.

## Формат
Журнал, який виходив кожні два тижні, публікував сатиричні ілюстрації, що відображали життя в Глазго, британську культуру та моду 19-го століття. Серед інновацій були впровадження фрази « Продовження буде » та використання текстових бульбашок для передачі діалогів.